# Шляхцин
Шляхцин (пол. Szlachcin, нім. Adelstätt) — село в Польщі, у гміні Сьрода-Велькопольська Сьредського повіту Великопольського воєводства.
Населення — 419 осіб (2011).
У 1975-1998 роках село належало до Познанського воєводства.

## Демографія
Демографічна структура станом на 31 березня 2011 року:
|          | Загалом | Допрацездатний вік | Працездатний вік | Постпрацездатний вік |
| -------- | ------- | ------------------ | ---------------- | -------------------- |
| Чоловіки | 208     | 56                 | 140              | 12                   |
| Жінки    | 211     | 41                 | 137              | 33                   |
| Разом    | 419     | 97                 | 277              | 45                   |